# Рейес, Северино
Северино Рейес (англ. Severino Reyes; 11 февраля 1861, Манила, Генерал-капитанство Филиппины — 15 сентября 1942) — филиппинский писатель
 и драматург, театральный режиссёр, издатель. Одним из первых начал писать на тагальском языке.

## Биография
Образование получил в частном римско-католическом доминиканском институте (коллегии) Сан-Хуан-де-Летран и Университете Санто-Томас в Маниле, где получил степень бакалавра искусств и степень бакалавра философии.
В 1896 году во время Филиппинской революции был арестован за антиправительственную деятельность.
В 1922 году С. Рейес основал старейший из существующих ныне тагальских литературных еженедельников «Рассвет» («Liway-way») и был первым его издателем. Тогда же собрал первую тагальскую драматургическую группу «Гран Компания де Сарсуэла Тагала».
Умер от болезни сердца.

## Творчество
При жизни был признан одним из инициаторов тагальского литературного возрождения.
Дебютировал в 1902 году, опубликовав свою первую сарсуэлу.
Главным направлением творчества С. Рейеса была драматургия. Он создал и поставил не менее 100 пьес и оперетт, 26 сарсуэл и 22 драм. Наибольшего внимания заслуживают пьесы «Не ранен» («Walang Sugat») о Филиппинской революции, поставленная в 1902 году и исполнявшуюся не менее 500 раз в Маниле и её окрестностях, «Женитьба Святого Петра» (1902), «Филиппины для филиппинцев» (1905) и другие.
Главная тема пьес Рейеса — любовь к родной стране, её освобождение от чужеземного ига.
С. Рейес — автор многих сказок, известных под названием «Сказки Аунта Вазианга», которые переиздаются вплоть до настоящего времени.
Использовал псевдоним Lola Basyang.
Будучи бакалавром искусств, философии и литературы, С. Рейес мог бы занять видное место в испанской литературе, но направил своё дарование на создание произведений на родном языке, на популяризацию тагальской литературы и театра.
Известен как «Отец тагальских пьес» и «Отец тагальских сарсуэл».

## Избранные произведения
- Walang Sugat
- R.I.P (Requiescat in Pace)
- Mga Bihag ni Cupido
- Ang Tunay na Hukom
- Kalye Pogi
- Ang Halik ni Hudas
- Cablegrama Fatal
- Puso ng Isang Pilipina
- Ang Bagong Fausto
- Filotea, o Ang Pag-aasawa ni San Pedro
- Opera Italiana
- San Lazaro
- Alamat ng LaMOK